# Elaphoglossum pangoanum
Elaphoglossum pangoanum är en träjonväxtart som först beskrevs av Sod., och fick sitt nu gällande namn av Carl Frederik Albert Christensen. Elaphoglossum pangoanum ingår i släktet Elaphoglossum och familjen Dryopteridaceae. Inga underarter finns listade.